# Italiens U/18-fodboldlandshold
Italiens U/18-fodboldlandshold er Italiens landshold for fodboldspillere, som er under 18 år og administreres af Federazione Italiana Giuoco Calcio (FIGC).